# Tart bơ
Tart bơ (tiếng Pháp: tarte au beurre) là một loại bánh tart được đánh giá cao trong ẩm thực Canada. Bánh tart ngọt bao gồm nhân bơ, đường, siro và trứng, được nướng trong vỏ bánh pastry cho đến khi nhân ở dạng bán rắn với phần trên giòn. Bánh tart bơ không nên nhầm lẫn với bánh bơ (một chiếc bánh mặn từ Preston, Lancashire, Anh) hoặc bánh mì và bánh pudding bơ.
Công thức làm bánh tart bơ khác nhau tùy theo gia đình. Do đó, hình thức bên ngoài và các đặc tính vật lý của bánh tart bơ - độ cứng của bánh ngọt hoặc độ đặc của nhân - cũng khác nhau.
Theo truyền hình, bánh tart Anh-Canada bao gồm vỏ bánh nướng, bơ, đường, siro, trứng, giống với phiên bản bánh đường của Pháp-Canada, hoặc phiên bản bánh hồ đào pêcan của Hoa Kỳ mà không có phần quả kiên. Tart bơ khác với bánh đường vì nhân bánh không có bột. Tart bơ cũng khác với bánh hồ đào pêcan ở chỗ nó có chất làm đầy "chảy nước dãi" do bỏ qua bột ngô. Thông thường nho khô, hạt óc chó hoặc hồ đào pêcan được thêm vào bánh tart bơ truyền thống, mặc dù khả năng chấp nhận của những bổ sung như vậy là một vấn đề tranh luận quốc gia. Là một món ăn mang tính biểu tượng của Canada và là một trong những món tráng miệng phổ biến nhất ở quốc gia này, câu hỏi có hay không có nho khô có thể gây ra cuộc tranh luận trái chiều.
Nhiều hương vị kỳ lạ hơn cũng được sản xuất bởi một số thợ làm bánh. Ví dụ như siro phong, thịt lợn muối xông khói, bí ngô, ớt, và hương vị caramel muối với hạt bạch đậu khấu đã được thực hiện cho các cuộc thi.

## Lịch sử
Bánh tart bơ phổ biến trong cách nấu ăn tiên phong của người Canada, và chúng vẫn là một loại bánh ngọt đặc trưng của Canada, được coi là một công thức có nguồn gốc thực sự từ Canada. Nó chủ yếu được ăn và liên kết với các tỉnh nói tiếng Anh của Canada.
Bánh tart bơ là dẫn xuất của một hoặc nhiều biến thể sau:
- Border tart: một chiếc bánh tương tự bao gồm trái cây sấy khô từ vùng biên giới Anh-Scotland,[9]
- Bánh đường (tarte au sucre): điều này có thể xảy ra cùng với sự xuất hiện của "King's Daughters" ở Québec trong những năm 1600, nơi các cô dâu nhập khẩu sử dụng siro phong, bơ và trái cây sấy khô để tạo tiền thân khả thi cho các ví dụ hiện đại về bánh tart bơ.[2]
- Bánh hồ đào pêcan: có thể đến phía bắc từ phía nam Hoa Kỳ.
- Backwoods Pie: được tìm thấy ở Maritimes[10] và miền tây Canada và được làm bằng siro ngô,
- Shoofly pie: được làm bằng mật đường và đến từ cộng đồng người Hà Lan ở Pennsylvania.
- Tart Treacle: đó là một loại bánh ngọt của Anh được làm bằng siro vàng hoặc treacle.

Công thức Canada được xuất bản sớm nhất là từ Barrie, Ontario, có niên đại từ năm 1900 và có thể được tìm thấy trong The Women's Auxiliary of the Royal Victoria Hospital Cookbook, mà bà Mary Ethel MacLeod đã gửi công thức làm nhân bánh tart bơ. Cuốn sách nấu ăn và công thức ban đầu được lưu trữ tại Kho lưu trữ Quận Simcoe. Một ấn phẩm ban đầu khác về công thức làm bánh tart bơ được tìm thấy trong một cuốn sách dạy nấu ăn làm bánh năm 1915. Món ăn là một phần không thể thiếu trong ẩm thực Canada thời kỳ đầu và thường được coi là nguồn tự hào.
Các loại bánh tart tương tự được làm ở Scotland, nơi chúng thường được gọi là bánh tart bơ Ecclefechan từ thị trấn Ecclefechan. Ở Pháp, chúng có liên quan đến tarte à la frangipane, khác với công thức cơ bản của Canada chỉ bằng cách thêm hạnh nhân xay.

## Bản sắc văn hóa

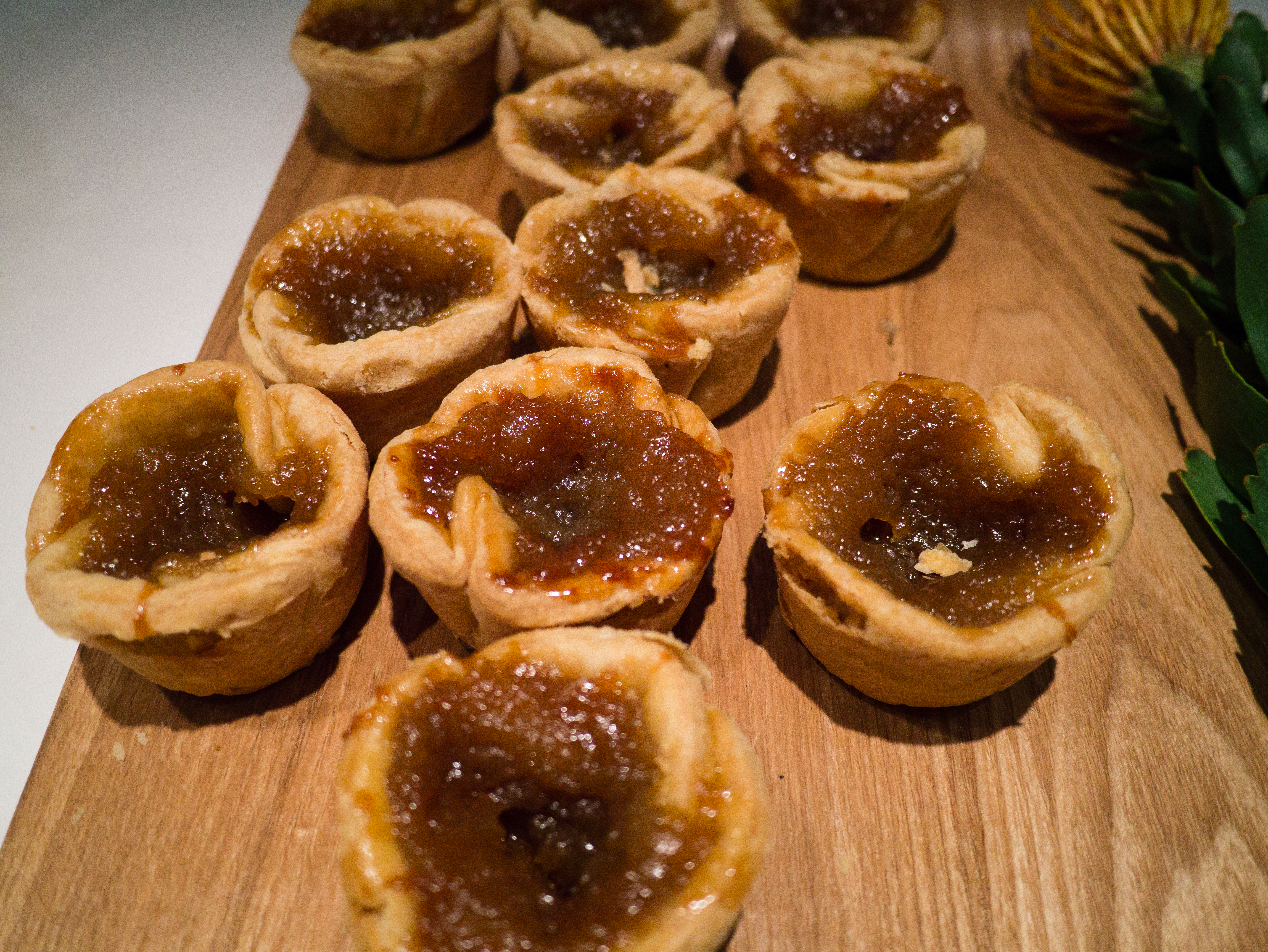
Bánh tart bơ

Bánh tart bơ là một phần không thể thiếu của ẩm thực miền Trung Canada và là niềm tự hào văn hóa của nhiều cộng đồng trên khắp Ontario và các tỉnh khác ở vùng này. Mối liên hệ văn hóa và cộng đồng với bánh tart này đã tạo ra du lịch theo chủ đề bánh tart bơ như lễ hội Tart bơ tại Muskoka Lakes, Ontario, "Butter Tart Trail" đã được đăng ký nhãn hiệu tại Wellington North, Ontario và "Butter Tart Tour" ở Kawarthas Northumberland, Ontario. Kể từ đó, hai hiệp hội cạnh tranh đã giải quyết tranh chấp của họ, được gọi là "Chiến tranh tart bơ" bởi Canadian Living, 
thông qua thỏa thuận chung để sửa đổi "The Butter Tart Tour" thành "Kawarthas Northumberland Butter Tart Tour". Tour Taste-Off Tour Tart bơ Kawarthas Northumberland đầu tiên đã được ra mắt tại Lễ hội hương vị ở Peterborough vào Chủ nhật, ngày 28 tháng 4 năm 2013, nơi bốn tiệm bánh đã được trao vương miện chiến thắng bởi một hội đồng giám khảo gồm những người nổi tiếng.
Cuộc thi và Lễ hội Tart bơ ngon nhất Ontario là một sự kiện thường niên được tổ chức tại Midland, Ontario. Phần thi của lễ hội thu hút các thợ làm bánh từ khắp Ontario và là lễ kỷ niệm theo chủ đề bánh tart bơ lớn nhất của Canada, với hơn 50.000 bánh tart được bán tại thị trường lễ hội vào năm 2014.
National Geographic đã nhận ra tầm quan trọng của bánh tart bơ trong một bài báo về Georgian Bay, Ontario. Vào tháng 10 năm 2013, khi đề cập đến một quầy hàng ở Bãi biển Wasaga, họ tuyên bố rằng "Chính món bánh bơ Canada tự làm - lớp vỏ xốp với nhân hồ đào béo ngậy - đã khiến nơi này trở nên khác biệt với những quầy bán kem ven hồ khác."
Việc sản xuất bánh tart bơ ở Canada bị chậm lại sau trận lũ lụt ở Québec vào tháng 4 năm 2019, tấn công một trung tâm sản xuất lớn. Global News đưa tin tiệm bánh Vachon ở Sainte-Marie-de-Beauce đã phải sơ tán sau đợt lũ kéo dài. Vào tháng 7, Global News đưa tin tiệm bánh đang dần hoạt động trở lại.
Là một phần của sê-ri "Sweet Canada", một tem bưu chính kỷ niệm đã được Bưu điện Canada phát hành vào tháng 4 năm 2019 để kỷ niệm món bánh tart bơ.
Ban nhạc rock Canada Len đề cập đến bánh bơ trong bản hit quốc tế năm 1999 của họ, Steal My Sunshine, khiến một số thính giả không phải người Canada bối rối.